# Mistrzostwa Świata Juniorów w Snowboardzie 2006
Mistrzostwa Świata juniorów w Snowboardzie 2006 – dziesiąte mistrzostwa świata juniorów w snowboardzie. Odbyły się w dniach 3–6 lutego 2006 roku w południowokoreańskim ośrodku narciarskim Vivaldi Park w powiecie Yangpyeong.

## Wyniki

### Mężczyźni
| Konkurencja       | Data     | Złoto            | Srebro          | Brąz            |
| Gigant równoległy | 6 lutego | Aleksiej Żywajew | Michael Lambert | Luca Ponti      |
| Snowcross         | 3 lutego | Øystein Wallin   | Federico Raimo  | Romain Valéry   |
| Halfpipe          | 4 lutego | Kōhei Kudō       | Markus Malin    | Peetu Piiroinen |
| Big air           | 5 lutego | Mario Käppeli    | Sami Saarenpää  | Tim Humphreys   |

### Kobiety
| Konkurencja       | Data     | Złoto                     | Srebro               | Brąz            |
| Gigant równoległy | 6 lutego | Jekatierina Tudiegieszewa | Isabella Laböck      | Julia Dujmovits |
| Snowcross         | 3 lutego | Christelle Doyon          | Helene Olafsen       | Julia Dujmovits |
| Halfpipe          | 4 lutego | Clair Bidez               | Ellery Hollingsworth | Sina Candrian   |
| Big air           | 5 lutego | Sina Candrian             | Alexandra Duckworth  | Meri Peltonen   |

## Tabela medalowa
| Lp. | Państwo           | złoto | srebro | brąz | Suma |
| --- | ----------------- | ----- | ------ | ---- | ---- |
| 1   | Szwajcaria        | 2     | 0      | 1    | 3    |
| 2   | Rosja             | 2     | 0      | 0    | 2    |
| 3   | Kanada            | 1     | 2      | 0    | 3    |
| 4   | Stany Zjednoczone | 1     | 1      | 1    | 3    |
| 5   | Norwegia          | 1     | 1      | 0    | 2    |
| 6   | Japonia           | 1     | 0      | 0    | 1    |
| 7   | Finlandia         | 0     | 2      | 2    | 4    |
| 8   | Włochy            | 0     | 1      | 1    | 2    |
| 9   | Niemcy            | 0     | 1      | 0    | 1    |
| 10  | Austria           | 0     | 0      | 2    | 2    |
| 11  | Francja           | 0     | 0      | 1    | 1    |